# 龍龍
龍龍（ろんろん）とは、1994年に中日本リースがリリースしたパズルゲーム。初出はアーケードゲームで、後に「The 龍龍」としてプレイステーション・セガサターンでも展開された（発売はサンソフト）。

## ルール
画面上に積まれた牌を同じ絵柄（花牌、季節牌はそれぞれ花や季節が異なっていても同じ絵柄とみなす。以下同様）の牌2つ1組で選択し、取り除いていく。
選択できるのは、同種の2つの牌を通る水平または鉛直の直線で結ぶ際、その線が曲がる回数が2回以内のとき（すなわち、3本以内の水平線または鉛直線の組み合わせで2つの牌同士を結べるとき）である。
このルールは四川省でも用いられているルールであるが、このゲームでは上海同様に「高さの概念」があり、前述の直線は選んだ牌より低い位置にある牌の上も通すことができる（ただし、同じかそれ以上の高さにある牌や、フィールド内の壁は直線を通さない）。
また、牌が取り除かれた結果、その高さに関係なく縦または横に同じ絵柄の牌が隣接して表示された場合は「連鎖」が発生し、隣接した牌同士が取り除かれる。この「連鎖」は連続して発生することもある。「連鎖」は得点が高くなる上に牌の密集を内側から切り崩す手段にもなる（これを積極的に利用しなければならない配列もある）が、手詰まり回避のため意図的に「連鎖」を発生させないようにすることが求められる配列もあるので注意が必要である。
それが取り除かれることにより「連鎖」が起きる牌を「連鎖牌」という。ある牌が「連鎖牌」になると随時その牌にマーキングが付き、「連鎖牌」でなくなった時には随時マーキングが消えるので参考にできる。なお、同じ絵柄3つ以上が隣接しない（仮に3つ同時に消えるとその絵柄の残りは1つだけになり、どうしても消えなくなる）ような配列になっている。
これを繰り返して牌を取り除いていく。すべての牌を取り除くと勝ち（終了）となる。牌の取り除き方によっては終了できず手詰まりとなることもある。